# Ford City, Pennsylvania
Ford City är en kommun av typen borough i Armstrong County i Pennsylvania. Vid 2010 års folkräkning hade Ford City 2 991 invånare.